# Бульбинський Борис Іванович
Борис Іванович Бульбинський (6 серпня 1933, с. Вілія — 4 листопада 2019) — український дисидент, комуніст-ленінець, в'язень радянських концтаборів.

## Життєпис
Народився в селі Вілія, розташованому біля тодішнього польсько-радянського кордону з польської сторони. Батько — Іван Тимофійович Бульбинський (1895–1954), вчитель математики, у 1919 році був старшиною, а потім командиром сотні 1-го Галицького полку Дієвої Армії УНР; мати — Ганна Бульбинська, донька диякона Всеволода Трофимовича. Мати померла від тифу в листопаді 1943 року, після чого батько з сином у липні 1944 року перебралися в Острог.
З 15 років почав вивчати праці Леніна, під впливом яких вирішив, що сталінська КПРС — антипод більшовицької партії, і що вона не є комуністичною. 1949 року, в дев'ятому класі, відмовився вступати в комсомол, хоча був найкращим учнем у школі. За це його батька-вчителя звільнили з роботи, а його самого комсомольські збори вимагали виключити зі школи. 1950 року закінчив школу й блискуче склав вступні іспити до Рівненського учительського інституту, але через неблагонадійність його не прийняли. Протягом року працював репетитором, заробляв копанням городів та рубанням дров. В 1951 році вступив до Кременецького педагогічного інституту на філологічний факультет, а наступного року вступив у комсомол, його батька відновили на роботі. В 1953 році виключений з інституту за відмову співпрацювати з МДБ. Наступного року зміг поновитися і в 1956 році закінчив інститут. Працював учителем у поліських селах нинішнього Зарічненського району.
З 1956 року почав друкувати і поширювати листівки проти тодішнього режиму. Наступного року був заарештований і звинувачений у проведенні антирадянської агітації і пропаганди. Засуджений до 10 років позбавлення волі з поразкою в правах і подальшим висланням з України, але за касаційною скаргою вислання зняли. Відправлений етапом у Дубравлаг, сидів у таборах в Мордовії. 1960 року завдяки «хрущовській відлизі» його термін скоротили до п'яти років. Вийшов на волю в березні 1963 року, оселився в Здолбунові. У вересні того ж року знову заарештований за поширення листівок, звинувачений у проведенні антирадянської агітації і пропаганди та створенні антирадянської організації. Кілька тижнів перебував на психіатричній експертизі, яка визнала його здоровим і осудним. Засуджений до десяти років ув'язнення у виправно-трудовій колонії суворого режиму. Після звільнення в 1973 році повернувся в Острог. Не зміг влаштуватися на роботу вчителем, тому працював кочегаром.
В 1987 році брав участь у роботі Клубу історичної книги, у 1989–1990 та 1997–1998 роках — у науковому товаристві «Спадщина». З 1989 до виходу на пенсію в 1993 працював у місцевому музеї. 1992 року реабілітований.
З дисидентських часів вважав, що внаслідок сталінського контрреволюційного перевороту в СРСР утвердився державний капіталізм, і повернутися на соціалістичний шлях можна тільки через антибюрократичну революцію. Після розпаду Радянського Союзу залишився на революційних марксистсько-ленінських позиціях. В 1997 написав автобіографічну книгу «Пролетарское дело», видати яку вдалося тільки через десять років тиражем 50 примірників.
Про спілкування з ним у радянських концтаборах згадував у своїх спогадах Яків Сусленський.